# Сибирёва, Вера Васильевна
Ве́ра Васи́льевна Сибирёва (24 августа 1929 — 2 февраля 2020) — советская и российская детская писательница, фольклорист, краевед.

## Биография
Родилась в селе Вавож Вавожского района Удмуртской АССР.
В годы Великой Отечественной войны с 12 лет работала на подсобном хозяйстве Вавожской райбольницы и на уборке колхозного урожая.
Окончила Вавожскую среднюю школу (1948), в 1952 году — Удмуртский государственный педагогический институт.
Работала в школе, затем заведующей читательского отдела библиотеки в Министерстве внутренних дел Удмуртской республики в Ижевске. В библиотечной системе проработала более 25 лет. В библиотеке же познакомилась с будущим мужем — известным уральским поэтом и журналистом, фронтовиком Владимиром Петровичем Сибирёвым, который приехал в командировку. Через неделю знакомства уехала с ним в Свердловск, вышла замуж. С 1958 года проживала в Екатеринбурге.
Умерла 2 февраля 2020 года в одной из больниц Екатеринбурга. Похоронена на Западном кладбище Екатеринбурга рядом с мужем и дочерью.

### Семья
- Муж — Владимир Петрович Сибирёв (27.06.1927, Свердловск — 03.12.1995, Екатеринбург)[3][4][5][6][7], поэт и журналист.
- Дочь — Светлана Владимировна Сибирёва (29.04.1959, Свердловск — 21.10.2016, Екатеринбург), инженер-конструктор на НПО «Вектор».
- Внучка — Елена Блюдова.

## Творчество
Свою первую книгу для детей, «Сказы и сказки», издала в 1996 году тиражом 2 000 экземпляров на свою пенсию, за 2 миллиона рублей — «в честь родителей Несмелова Василия Александровича, Несмеловой Нины Ивановны и школьного учителя русского языка и литературы Николая Романовича Семенова». После этого книги в мягкой обложке лежали у Веры Васильевны под кроватью. Тоненькая книжечка, черно-белые рисунки, которые делала дочь Светлана. На обложке причудливый синий цветок, а в книжице — «старина вавожская, село на горе, что начиналось с дома Турановых, а кончалось избой Несмеловых, где живёт парнишечка шустренький да востроглазенький Василий, а под горой — река Ува село обнимает. Здесь, на улице Трехкопеечной, живёт дедушка Селий со своими сказками-присказками».
В 2016 году её дочь умирает от рака. Чтобы сохранить память о ней, Вера Васильевна Сибирёва начала продавать свои книжки за 30 рублей возле одного из супермаркетов Екатеринбурга — хотела издать большую книгу сказок на основе фольклора родной для писательницы Удмуртии, с иллюстрациями дочери. Эта мечта воплотилась благодаря неравнодушным людям, собравшим деньги на издание тиража на хорошей бумаге, с иллюстрациями, часть из которых Сибирёва сделала сама.
В книгу «Сказы и сказки» вошли:
- Красно солнышко. Сказка.
- Ванька-мудрик. Сказка.
- Сима-мура. Сказка.
- Дедушка Селий. Сказ.
- Женины камешки. Сказ.

21 сентября 2018 года состоялась первая фан-встреча писательницы в библиотеке имени В. Г. Белинского в Екатеринбурге.
На своей родине, в Удмуртии, В. В. Сибирёва хорошо известна своими краеведческими работами, посвященными истории села. Это книги «Храм на вавожской горе», «Открыта ещё одна звезда», а также ряд статьей в газетах «Авангард» (Вавожский район), «Удмуртская правда» и журнале «Уральский следопыт».

## Признание
- Народная премия от E1.RU (2018)[9].

### Книги
- Сибирёва В. Сказы и сказки. — Екатеринбург: Уральский литератор, 1996. — 46 с. (2 изд. — Екатеринбург: Ridero, 2018 — ISBN 978-5-4490-4873-8)
- Сибирёва В. Открыта ещё одна звезда. — Екатеринбург, 1997.
- Сибирёва В. Храм на Вавожской горе. — Ижевск, 2001.
- Сибирёва В. Бездонное озеро: сказы и сказки. — Екатеринбург: ООО «Издательство и типография „Альфа-принт“», 2018. — 107 с. — ISBN 978-5-907080-08-9

### Статьи
- Сибирёва-Несмелова В. Храм на Вавожской горе // Уральский следопыт. — 1990. — № 4.
- Сибирёва В. / Сказки нового Екатеринбурга. — Екатеринбург: Банк культурной информации, 2001. — С. 209—219.
- Сибирёва В. Владимир Сибирев// Урал. — 2002. — № 7.
- Сибирёва В. Родом из Уктуса// Чаша круговая. — 2017. — № 16. — С. 227—235.

## Фильмография
- 2012 — фильм «Сомнамбула», роль ведьмы;
- 2018 — Ералаш, роль бабушки.